# Dryomyza formosa
Dryomyza formosa är en tvåvingeart som först beskrevs av Christian Rudolph Wilhelm Wiedemann 1830.  Dryomyza formosa ingår i släktet Dryomyza och familjen buskflugor. Inga underarter finns listade i Catalogue of Life.